# Notiomys edwardsii
El ratón topo patagónico (Notiomys edwardsii) es la única especie del género Notiomys, un roedor de la familia Cricetidae. Habita en el sur del Cono Sur de Sudamérica.

## Taxonomía
Esta especie fue descrita originalmente, al mismo tiempo que su género, en el año 1890 por el zoólogo Oldfield Thomas, quien utilizó ejemplares capturados en Santa Cruz.
Si bien especies de Chelemys y Geoxus estuvieron incluidas en Notiomys, posteriormente fueron escindidas, quedando este último como monotípico.

## Distribución geográfica y hábitat
Esta especie es endémica de la ecorregión terrestre estepa patagónica, estando ampliamente distribuida en la Patagonia argentina, desde Río Negro hasta el centro-sur de Santa Cruz, y desde la costa del mar Argentino hasta altitudes próximas a los 1600 m s. n. m. en la meseta de Somuncurá.
Fuera de la Argentina ha sido observado un único ejemplar, el 8 de abril de 2015, el cual fue fotografiado pero no colectado. El sitio corresponde al sector del río Serrano, parque nacional Torres del Paine, Última Esperanza, Región de Magallanes y de la Antártica Chilena.
Habita en estepas arbustivas y herbáceas semidesérticas.
Durante casi un siglo era muy poco lo que se sabía de la especie, habiéndose colectado apenas 6 ejemplares. A partir de la década de 1980 aumentó el conocimiento sobre la misma, especialmente sobre su distribución y abundancia.

## Conservación
Según la organización internacional dedicada a la conservación de los recursos naturales Unión Internacional para la Conservación de la Naturaleza (IUCN), al no poseer mayores peligros y vivir en muchas áreas protegidas, la clasificó como una especie bajo “preocupación menor” en su obra: Lista Roja de Especies Amenazadas.